# Центральна школа Пекіна
Центральна школа Пекіна (спрощ.: 北航中法工程师学院; кит. трад.: 北航中法工程師學院, скорочено ECPk) — китайсько-французька інженерна школа в центрі Пекіна, Китай. Він був заснований у 2005 році за ініціативою Écoles Centrales Network, групи провідних вищих навчальних закладів Франції в галузі інженерних досліджень та освіти, включаючи престижну École Centrale Paris, разом з китайським Університетом Бейханг – провідною науково-дослідною установою країни в галузі аеронавтики та космонавтика.
Кампус ECPk розташований в  університеті Бейхан.

## Історія
У 2004 році було підписано угоду між Центральною Вищою Школою і Університетом Бейхан про створення Центральної школи Пекіна, яка була заснована в 2005 році в Пекіні. Відповідно до моделі освіти Centrale, яка сприяє тісним зв’язкам із галуззю, школа підписала партнерські угоди з кількома великими корпораціями Франції та Китаю, такими як Société Générale, Alstom, Airbus, Schlumberger, Orange SA, Safran, PSA Peugeot Citroën, COMAC, Total та Ernst & Young, які взяли на себе зобов’язання підтримувати розвиток установи як партнери-засновники. Їхній внесок має включати визначення освітньої стратегії школи, а також надання фінансової підтримки, дослідницьку співпрацю, виробниче навчання та рекламу.
Центральна школа Пекіна була урочисто відкрита у вересні 2005 року Ерве Біоссером, директором Ecole Centrale Paris (нині CentraleSupélec) і представником Écoles Centrales. Перший випуск студентів закінчився у січні 2012 року.

## Навчання
Більшість уроків ведеться французькою мовою, а навчання триває 6 років, після чого випускники отримують ступінь магістра  Пекінському університеті аеронавтики та астронавтики і французький diplôme d'ingénieur. Перші три роки відповідають підготовчим класам, подібним до французьких classes préparatoires, і базуються на 4 областях: мова, математика, фізичні науки та промислове будівництво.